# Jorma Valtonen
Temple de la renommée de l'IIHF : 1989
Temple de la renommée finlandais : 1999
Jorma Juhani Valtonen (né le 22 décembre 1946 à Turku en Finlande) est un joueur professionnel finlandais de hockey sur glace devenu entraîneur. Il évolue au poste de gardien de but.

## Biographie

### Carrière en club
Formé au TPS Turku, il débute dans la SM-sarja en 1964. Il remporte le championnat en 1973 avec le Jokerit. Il ajoute à son palmarès le championnat d'Italie 1976 avec le HC Gherdeina. En 1980-1981, il évolue en Allemagne de l'Ouest avec l'EHC 70 München. Il met un terme à sa carrière de joueur en 1987 après six saisons dans la SM-liiga avec le TPS. Il devient entraîneur.

### Carrière internationale
Il représente la Finlande au niveau international. Il participe à trois éditions des Jeux olympiques en 1972, 1980 et 1984, à neuf championnats du monde et à la Coupe Canada 1976.

## Trophées et honneurs personnels

### SM-sarja
- 1971 : nommé dans l'équipe d'étoiles.
- 1971 : nommé meilleur gardien.
- 1972 : nommé dans l'équipe d'étoiles.
- 1972 : nommé meilleur gardien.

### SM-liiga
- 1979 : remporte le Trophée Urpo-Ylönen.
- 1980 : remporte le Trophée Urpo-Ylönen.
- 1980 : nommé dans l'équipe d'étoiles.

### Championnat du monde
- 1972 : nommé meilleur gardien.